# Mitsubishi Motors

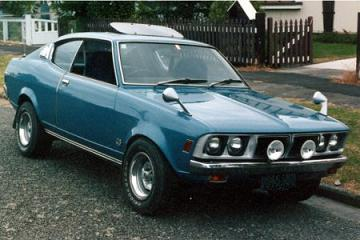
Mitsubishi Colt Galant GTO uit 1973.

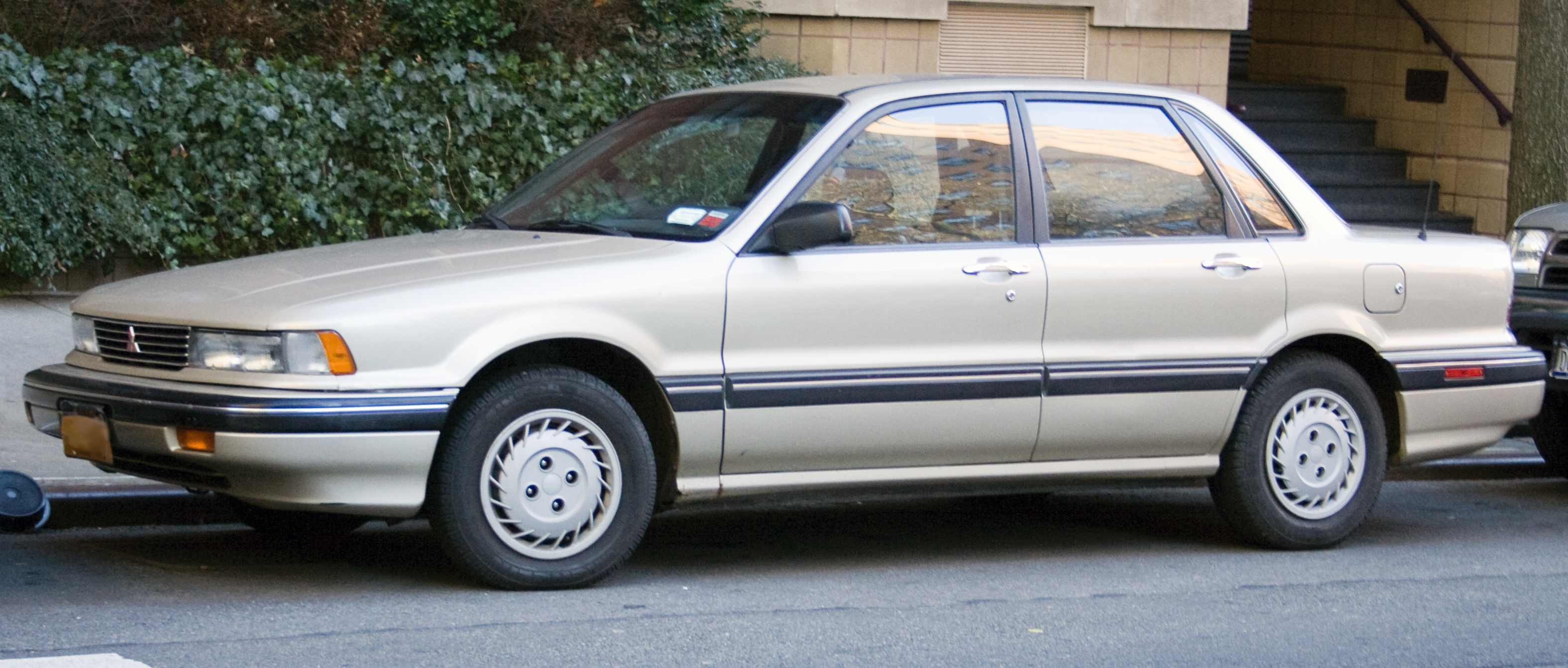
Mitsubishi Galant uit 1987-1993.

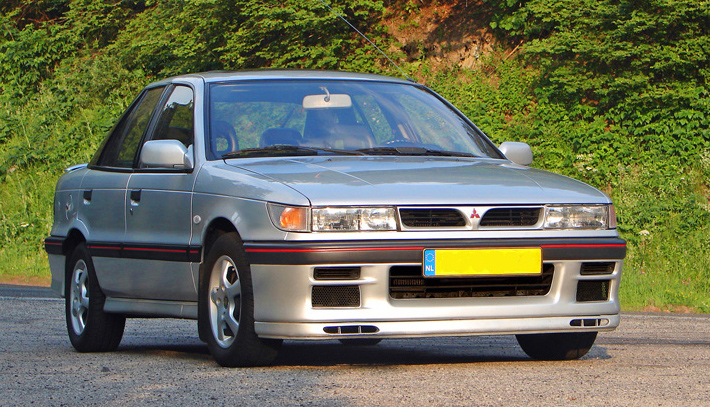
Mitsubishi Lancer GTi uit 1988-1993.

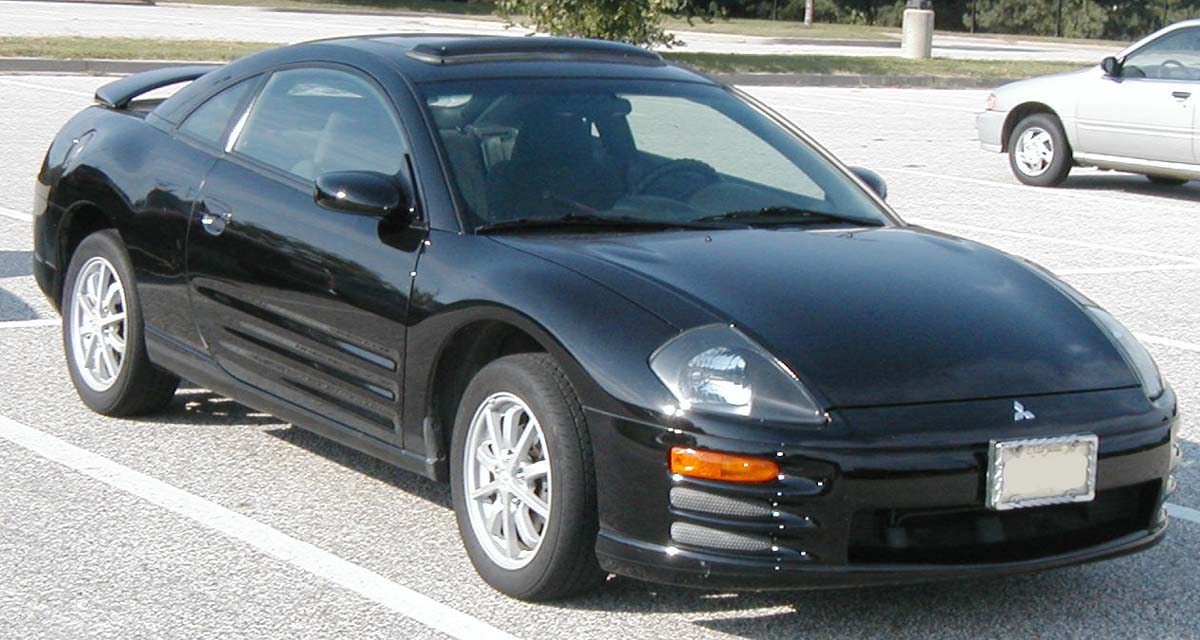
Mitsubishi Eclipse uit 2000-2005.

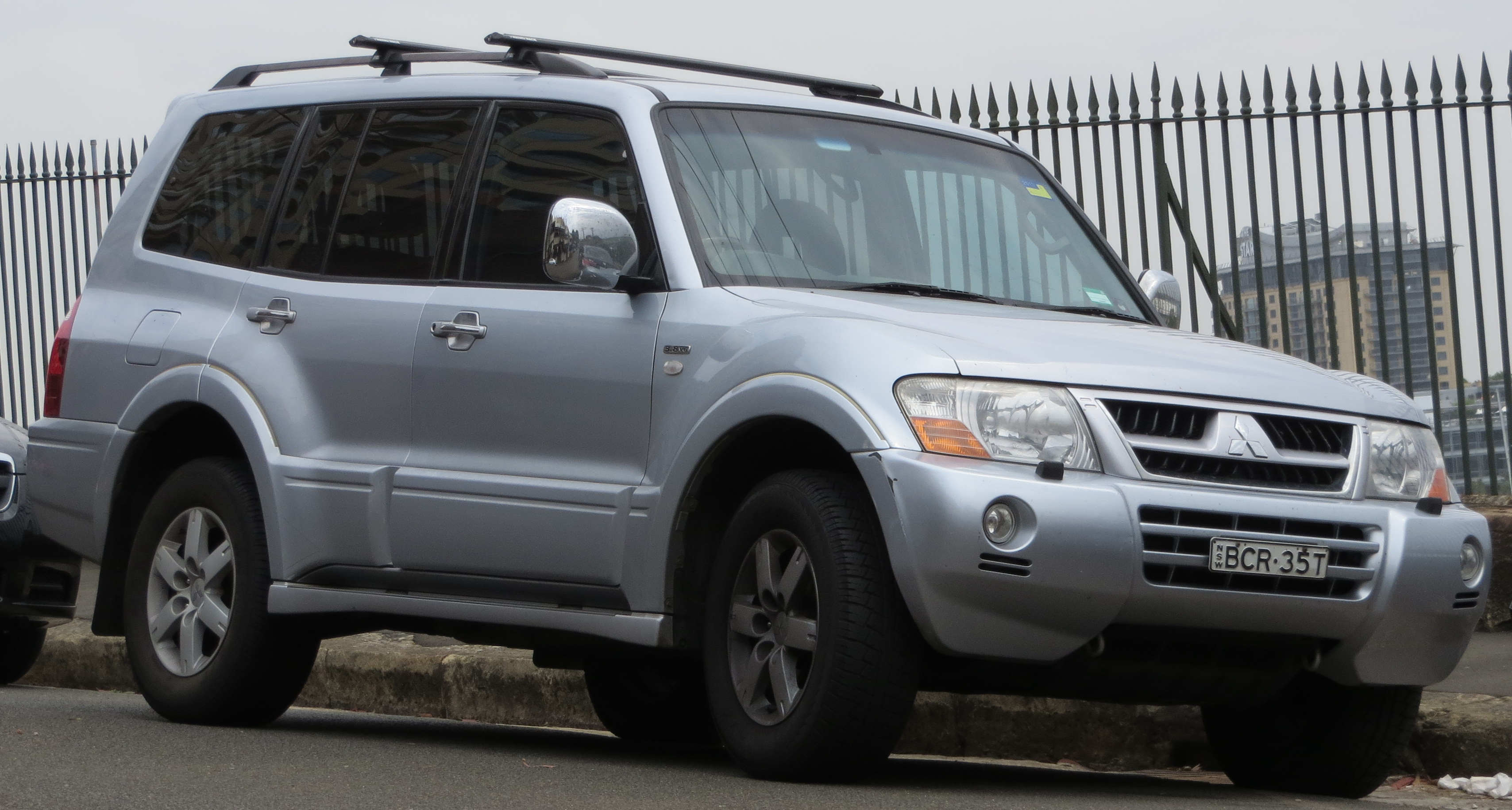
Mitsubishi Pajero uit 2001-2005.

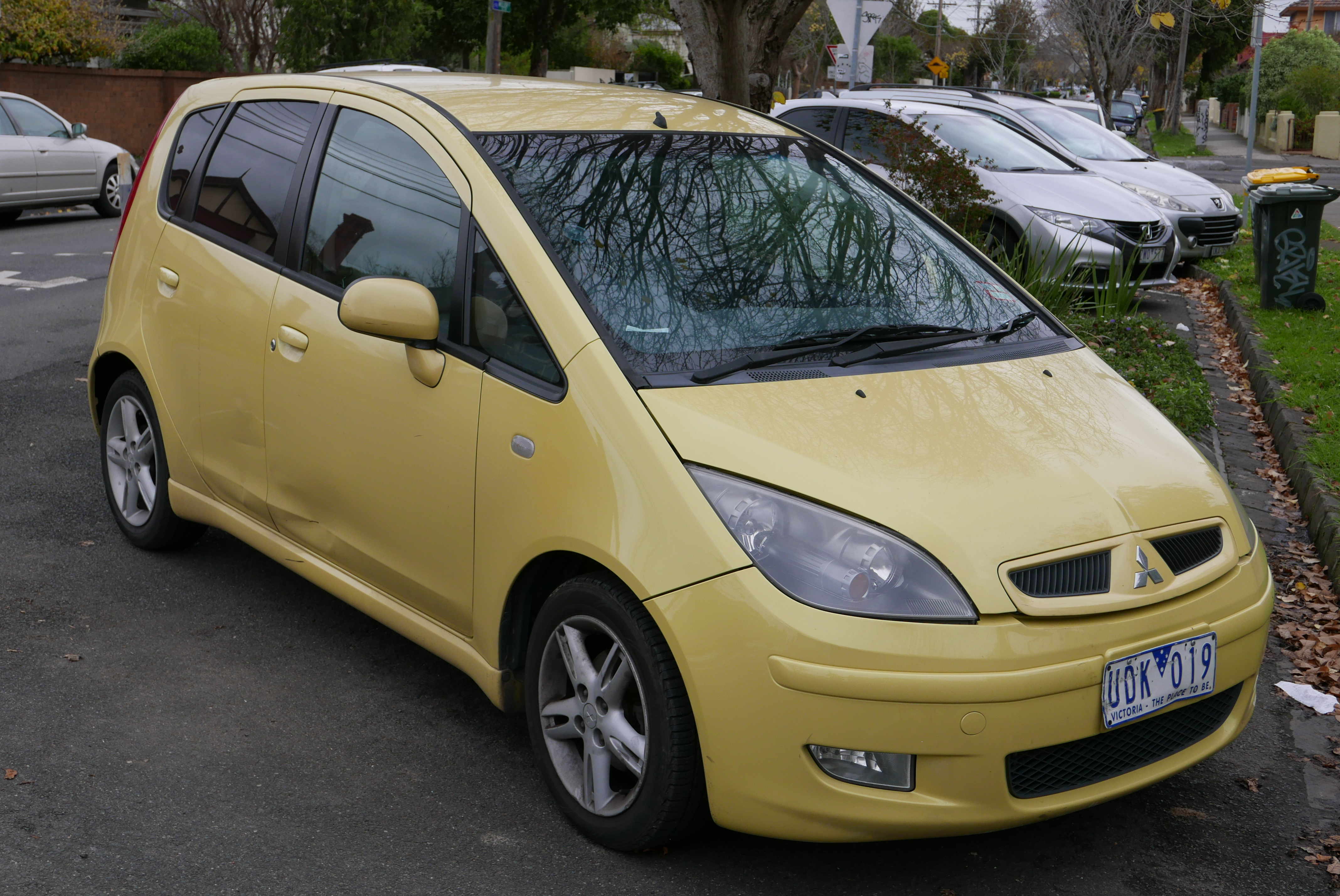
Mitsubishi Colt uit 2004.

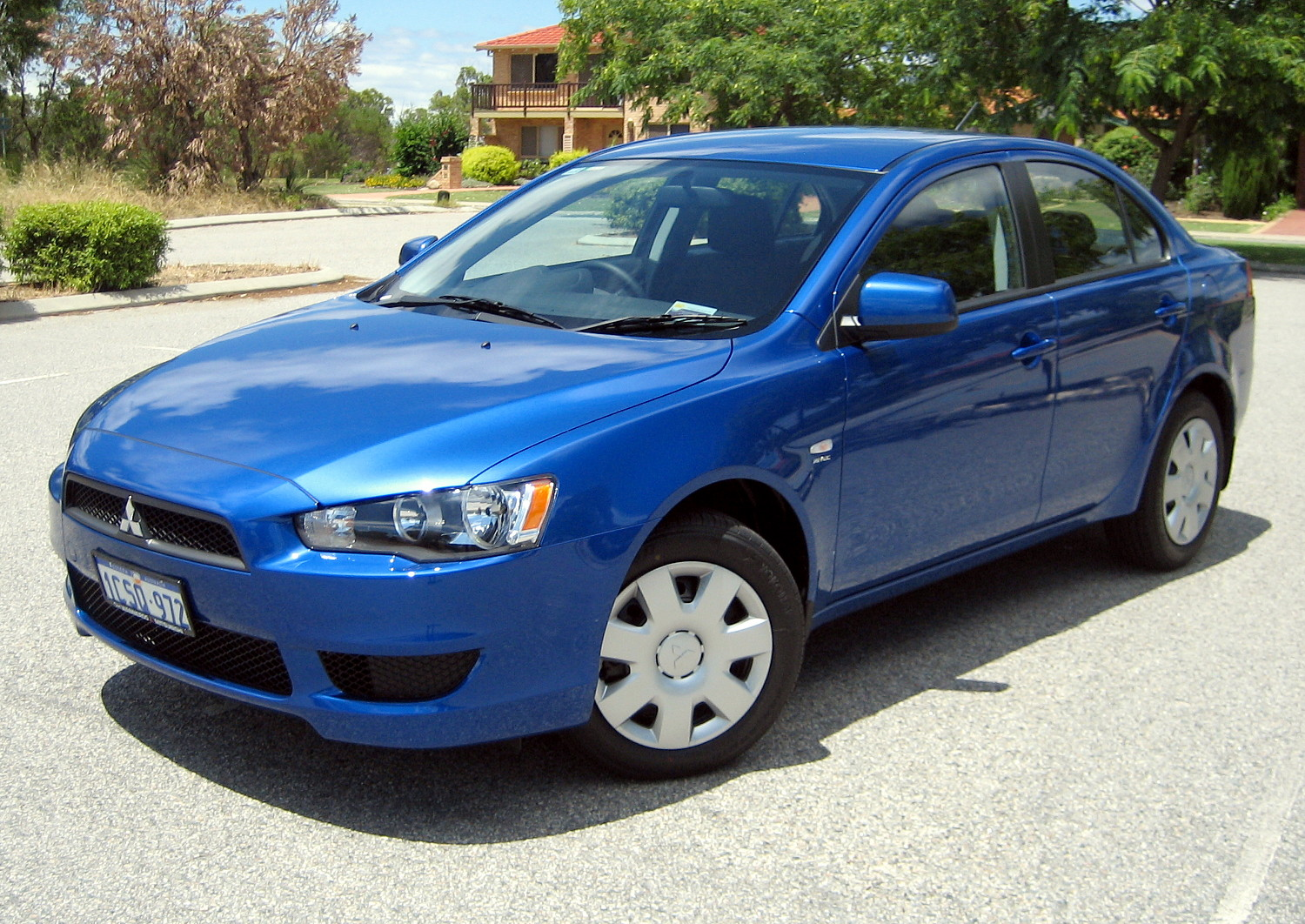
Mitsubishi Lancer uit 2008

Mitsubishi Motors Corporation (Japans: 三菱自動車工業株式会社, Mitsubishi Jidōsha Kōgyō Kabushiki Kaisha) is een onderdeel van de Mitsubishi Corporation, een Japans conglomeraat van industriële en dienstenactiviteiten. Mitsubishi Motors produceert en verkoopt minder dan 1 miljoen voertuigen op jaarbasis, waarvan veruit het grootste deel buiten de thuismarkt Japan.

## Geschiedenis

### Begin
Mitsubishi's geschiedenis in de automobielindustrie gaat terug tot 1917. In dat jaar werd de Mitsubishi Model A geïntroduceerd als de eerste in serie gebouwde auto in Japan. Deze met de hand gebouwde zevenzitter was gebaseerd op de FIAT Tipo 3 en bleek erg duur tegenover de in massa gebouwde Europese en Amerikaanse concurrentie. Tot 1921 werden er slechts 22 exemplaren van gebouwd.
In de twee daarop volgende decennia groeide Mitsubishi uit tot een innovator. Het merk ontwikkelde Japans eerste dieselmotor, een prototype met vierwielaandrijving, een dieselaangedreven vrachtwagen en een bus; die laatste onder de naam Fuso. De Fuso merknaam werd in 1932 geïntroduceerd.

### Na de Tweede Wereldoorlog
Volgend op de Japanse capitulatie in de Tweede Wereldoorlog werden alle Zaibatsus door de geallieerden gedwongen zich op te splitsen. Mitsubishi Heavy Industries werd in drie regionale bedrijven gedeeld. Elk van die delen was betrokken bij de ontwikkeling van de auto. Na de oorlog had Japan vooral gebrek aan bedrijfsvoertuigen. In 1946 werd een bus geïntroduceerd die op meerdere brandstoffen reed. Een jaar later werd een elektrische bus gelanceerd. Er werden in die tijd ook een vrachtwagen met luchtvering en een met een kantelcabine geïntroduceerd. Vanwege het ernstige brandstoftekort die eerste jaren concentreerde Mitsubishi zich verder vooral op de Silver Pigeon scooter.

### Jaren 1960 - 2000
In de jaren 60 kwam de Japanse economie in een stroomversnelling. De lonen gingen omhoog en de automobiel had weer een toekomst. In 1960 werd de Mitsubishi 500 gelanceerd, een compacte sedan. In 1962 werd de Mitsubishi Minica toegevoegd, een dwergauto met vier zitplaatsen. Ook de eerste Mitsubishi Colt werd toen geïntroduceerd als een grotere familiewagen. In 1969 verscheen de eerste generatie van de Galant als een compacte sedan. Die Galant was een trendsetter in Japan en hield de beste autotechnologie in die toen beschikbaar was.
In 1964 fuseerden de drie regionale bedrijven weer tot Mitsubishi Heavy Industries. Drie jaar later produceerde dat bedrijf reeds meer dan 75.000 voertuigen per jaar. Naar aanleiding van het succes van de autodivisie werd besloten die divisie af te splitsen. In 1970 werd Mitsubishi Motors Corporation (MMC) opgericht als een volledige dochteronderneming van MHI.
Mitsubishi's strategie bestond erin de export op te drijven door allianties aan te gaan met gerenommeerde buitenlandse constructeurs. In 1971 werd 15% van het bedrijf aan de Amerikaanse autoreus Chrysler verkocht. Hierop begon die laatste Mitsubishi's te importeren in de Verenigde Staten en te verkopen onder zijn eigen merknamen. MMC's productie steeg boven 250.000 stuks per jaar.
Begin jaren 70 werd in Europa een distributienetwerk onder de naam Colt uitgebouwd. Hier wilde Mitsubishi zijn producten direct aan de man brengen. In Nederland ging het Japanse merk hiervoor in zee met Volvo. De productie was van 500.000 stuks in 1973 gestegen tot 965.000 in 1978. Die snelle groei begon ook wrijvingen te veroorzaken. Chrysler zag zijn buitenlandse afzetmarkten bedreigd en Mitsubishi vond dat Chrysler zich te veel bemoeide.
Tegen 1980 was Mitsubishi uitgegroeid tot een grote autoproducent die meer dan één miljoen voertuigen per jaar bouwde. Met Chrysler ging het heel wat minder goed. De Amerikanen stonden op de rand van het faillissement en waren gedwongen hun productiesite in Australië aan Mitsubishi te verkopen. De Japanners noemden de site Mitsubishi Motors Australia Ltd (MMAL).
Vanaf 1982 ging Mitsubishi zijn auto's onder de eigen merknaam verkopen in de VS. 30.000 auto's werden over zeventig dealers verspreid, naast de 120.000 die via Chrysler werden verkocht. Eind jaren 80 wilde het merk er nog verder doorstoten en werd een grote televisiecampagne gelanceerd. Tegen 1989 produceerde het merk 1,5 miljoen auto's per jaar.
In 1982 lanceerde Mitsubishi de Pajero-terreinwagen. In 1983 werd voor het eerst meegedaan aan Paris-Dakar met een aangepaste Pajero. In 1985 won men die race voor het eerst en sindsdien is de Pajero er een van de meest succesvolle auto's geweest. De Pajero werd wereldwijd populair en werd in verschillende landen 4x4 van het jaar.
Ondanks de spanningen met Chrysler hadden beide elkaar nog steeds nodig. In 1985 richtten beide Diamond-Star Motors (DSM) op als een 50/50 joint venture tussen beide bedrijven. Er werd een fabriek gebouwd in Normal, Illinois (VS) die vanaf 1988 auto's begon te bouwen voor beide eigenaars. In 1991 kwam het bedrijf volledig in handen van Mitsubishi.
Tot 1988 was Mitsubishi de enige particuliere autobouwer in Japan. In dat jaar werd het bedrijf publiek en kregen de aandelen een notering aan de beurs van Tokio. MHI's aandeel zakte hierbij naar 25% maar dat bedrijf bleef de hoofdaandeelhouder. Chrysler trok zijn aandeel op tot 20%. Met het opgehaalde kapitaal kon Mitsubishi schulden afbetalen en de groei in Zuidoost-Azië financieren.
In 1989 werd Tomio Kubo opgevolgd door Hirokazu Nakamura als de nieuwe algemeen directeur. Volgend op het succes van de Pajero trok die het budget voor SUV-ontwikkeling op. Mitsubishi's brede gamma van vierwielaangedreven voertuigen, van de Pajero terreinwagen tot bestelwagens en dwergauto's, vond vlot afzet in Japan, waar de SUV begin jaren 90 doorbrak. In 1995 had het merk een marktaandeel van 11,6% op de Japanse thuismarkt.
Nadat Chrysler in 1991 zijn belang in de Diamond-Star joint venture verkocht aan Mitsubishi werden de Chrysler-modellen er op contractuele basis geproduceerd. In 1992 was Chryslers belang in Mitsubishi onder de 3% gezakt en werd aangekondigd dat de resterende aandelen in 1993 op de markt zouden komen. Doch bleven beide verder samenwerken. Zo bleef Chrysler motoren en versnellingsbakken leveren aan DSM. In 1995 werd DSM omgedoopt tot Mitsubishi Motor Manufacturing of America, Inc (MMNA).
In 1991 werd in Nederland NedCar opgericht in een joint venture met Volvo en de Nederlandse staat. Nederland verkocht zijn aandeel in 1999 aan beide andere partners. Twee jaar later werd Volvo door Mitsubishi uitgekocht. Tot en met 2012 was die laatste voor 100% eigenaar van NedCar. In 2014 is NedCar overgenomen door de VDL groep.

### Na 2000
In 2000, twee jaar na de fusie van Chrysler met het Duitse Daimler-Benz, kocht het gevormde DaimlerChrysler een controlerend belang van 34% in Mitsubishi. Met die operatie van € 1,5 miljard wilde men bij DaimlerChrysler een Welt AG, een wereldwijde autoreus, uitbouwen. In 2001 vergrootte het belang tot 37,3% door de overname van Volvo's belang in MMC's vrachtwagenactiviteiten. Men was echter terughoudend om vers kapitaal te injecteren in het noodlijdende Mitsubishi. Met een partner, Phoenix Capital, werd een overeenkomst van € 3,15 miljard gesloten. DCX zag zijn belang daarbij tot 23% en later tot 12,4% zakken. Op 11 november 2005 werd dat belang voor € 867 miljoen verkocht ofwel een verlies van € 631 miljoen op vijf jaar tijd. Ook Phoenix Capital verkocht ruim 90% van zijn belang op 9 december 2005. Beide kopers, telkens een investeringsbank, verkochten de aandelen daags verder aan kopers binnen de Mitsubishi Group met een miljoenenwinst. Het automerk kwam hiermee weer in Japanse handen.
In 2002 werd Mitsubishi Motors Europe opgericht om de verkopen in Europa te coördineren. Sinds de nieuwe Colt in 2004 begon het tij in die markt opnieuw te keren. Het derde kwartaal van 2005 was na elf opeenvolgende verliezen opnieuw winstgevend. Om kosten te besparen werden 10.000 arbeidsplaatsen weggesnoeid en nieuwe markten verkend in het Midden-Oosten en Rusland. In 2005 werd een partnerschap met PSA Peugeot Citroën aangekondigd voor de productie van een SUV. Deze SUV, de Outlander bleek een groot succes, waardoor de productie deels bij NedCar moest worden ondergebracht.
In 2008 lijkt Mitsubishi het goede pad weer gevonden te hebben, de autoverkopen stegen met 9%. Vooral in landen zoals Frankrijk (+31%), Noorwegen (+45%) en Zwitserland (+20%) heeft Mitsubishi de afgelopen jaren goed gepresteerd. In Nederland was er een groei van 5%.
Door de introductie van de nieuwe Outlander, de nieuwe Pajero en de nieuwe Lancer spreken de modellen van Mitsubishi weer een hoop mensen aan. Vooral de nieuwe Outlander is een groot verkoopsucces voor de autofabrikant. Vanaf augustus 2008 werd dit model bij NedCar geproduceerd. In 2009 werd het eerste elektrische model op de markt gebracht, de i-MiEV, gevolgd door de Outlander PHEV in 2013. 
In 2011 verhoogde Daimler het aandelenbelang in de vrachtwagentak naar 90%. De overige aandelen zijn in handen van andere bedrijven van de Mitsubishi Group. Fuso vrachtwagens worden op diverse locaties in Japan geproduceerd.
Vanaf 2013 bouwt Mitsubishi geen modellen meer in de NedCar-fabriek in Born. Het bedrijf is overgenomen door VDL en bouwt sinds 2014 Mini's. Wel is het Europese hoofdkantoor en het Europees distributiecentrum voor onderdelen nog altijd gevestigd in Born. In november 2015 wordt de productie van voertuigen bij MMNA in Noord-Amerika gestaakt.
In mei 2016 nam Nissan Motors een aandelenbelang van 34% in Mitsubishi Motors. Nissan betaalde hiervoor 237 miljard Japanse yen of zo'n twee miljard euro. Mitsubishi is in de problemen gekomen toen bekend werd dat het fraudeerde met de verbruiksgegevens van auto's. De aandelenkoers kelderde uit angst voor schadeclaims. Nissan koopt al jaren motoren van Mitsubishi om ze in de eigen auto's te gebruiken en verkoopt ook bepaalde Mitsubishi-modellen. Met de transactie geeft Nissan het bedrijf meer financiële ruimte en opent de weg voor meer samenwerking. Nissan wordt de grootste aandeelhouder, andere bedrijven van de Mitsubishi Group houden dan nog 22,4% van de aandelen en de rest zit verspreid over vele aandeelhouders. In november 2020 werd bekend dat Nissan kijkt naar mogelijkheden om het belang in Mitsubishi Motors te verkopen.
In mei 2025 werd bekend dat Foxconn elektrische voertuigen gaat produceren voor Mitsubishi Motors. Volgens de principeovereenkomst zal een joint venture van Foxconn auto's ontwerpen en bouwen in Taiwan voor Mitsubishi. De voertuigen worden gemaakt door Foxtron, een joint venture van Foxconn's en de Taiwanese autofabrikant Yulon Motor. Het nieuwe model zal in het tweede halfjaar 2026 beschikbaar komen en de verkoop start in Australië en Nieuw-Zeeland.  Vooralsnog is dit een niet-bindende afspraak, maar de twee verwachten tot een definitieve overeenkomst te komen.

## Resultaten
De productie en verkopen van voertuigen liggen rond één miljoen stuks op jaarbasis. De verkopen in Japan maken iets meer dan 10% uit van het totaal. Noord-Amerika is een grote en winstgevende afzetmarkt. De belangrijkste afzetmarkt is overig Azië, al staan de verkopen in de Volksrepubliek China onder druk, deze daalden van 81.000 in 2021/22 naar 23.000 in 2023/24. De productie vindt vooral plaats in Japan, Thailand, Indonesië en de Filipijnen en van hieruit worden de voertuigen per autoschip geëxporteerd naar de afzetmarkten.
Mitsubishi Motors heeft een gebroken boekjaar dat loopt tot 31 maart. Het jaar 2025 heeft betrekking op de periode 1 april 2024 tot en met 31 maart 2025. In 2021 vielen de autoverkopen tegen door de coronapandemie en nam het bedrijf zo'n 200 miljard yen aan eenmalige kosten die op het resultaat drukten. Van de verkopen was zo'n 7% volledig elektrisch, een verdubbeling ten opzichte van 2018. Voor het boekjaar 2030 streeft MMC naar een aandeel van 50% van de elektrische auto's in het totaal.
| Jaar | Autoverkopen (×1000) | Omzet          | Netto- resultaat |
| Jaar | Autoverkopen (×1000) | (× ￥ miljard) | (× ￥ miljard)   |
| ---- | -------------------- | -------------- | ---------------- |
| 2009 | -                    | 1974           | −54,9            |
| 2010 | -                    | 1446           | 4,8              |
| 2011 | 987                  | 1829           | 15,6             |
| 2012 | 1001                 | 1807           | 23,9             |
| 2013 | 987                  | 1815           | 38,0             |
| 2014 | 1047                 | 2093           | 104,7            |
| 2015 | 1090                 | 2181           | 118,2            |
| 2016 | 1048                 | 2268           | 72,6             |
| 2017 | 926                  | 1907           | −198,5           |
| 2018 | 1101                 | 2192           | 107,6            |
| 2019 | 1244                 | 2515           | 132,9            |
| 2020 | 1127                 | 2270           | −25,8            |
| 2021 | 801                  | 1456           | −312,3           |
| 2022 | 937                  | 2039           | 74,0             |
| 2023 | 834                  | 2458           | 168,7            |
| 2024 | 815                  | 2790           | 154,7            |
| 2025 | 842                  | 2788           | 41,0             |

## Modellen

### Huidige modellen (Benelux)
- Eclipse Cross
- i-MiEV
- Space Star 5-deurs hatchback
- Lancer Sport Sedan/Sportback
- Lancer Evolution (niet meer leverbaar in Nederland)
- ASX
- Outlander
- Pajero SWB/LWB
- L200
- Canter

### Modelhistorie
| Productie                | Type                            | Opmerking | Foto |
| Miniauto's               |                                 | |      |
| 2007                     | Mitsubishi i-MiEV Sport Concept | Sportieve versie. |      |
| sinds 2006               | i-MiEV                          | MIEV staat voor: "Mitsubishi Inovative Electric Vehicle", een elektrisch aangedreven auto met een synchroonmotor. |      |
| sinds 2006               | Mitsubishi i                    | Vierpersoonsauto met een 659 cc motor, in Japan een bestseller. Tot 2007 werden er bijna 40.000 van verkocht en hij werd tot "Auto van het Jaar" gekozen in 2006/2007. |      |
| sinds 1962               | Mitsubishi Minica               | in 2005 is een nieuw model uitgebracht, dat uitsluitend in Japan verscheen. |      |
| sinds 1959               | Mitsubishi Leo                  | De Mitsubishi Leo van 1959, was een overgangsmodel tussen de eerste driewielige voertuigen na de oorlog en de Mitsubishi Minica. |      |
| Kleine auto's            |                                 | |      |
| sinds 2013               | Mitsubishi Space Star           | In 2013 kwam de vernieuwde Mitsubishi Space Star op de markt. In veel landen wordt deze verkocht onder de naam Mirage, waar dit als zesde generatie beschouwd wordt. |      |
| 1962-2012                | Mitsubishi Colt                 | In juli 1962 werd de allereerste Mitsubishi Colt 600 (A20) verkocht, als opvolger van de Mitsubishi 500 Super DeLuxe. In maart 1978 werd de Colt opnieuw geïntroduceerd als voorwielaangedreven hatchback. Lange tijd werd buiten Europa dit model verkocht als Mitsubishi Mirage. De laatste twee generaties (CJ0 en Z30) werden voor de Europese markt geproduceerd door NedCar in Born.                                  |      |
| Middenklasse             |                                 | |      |
| sinds 1973               | Mitsubishi Lancer               | Verlengde broer van de Colt, was reeds als hatchback en sedan, coupé (Celeste) en als combi verkrijgbaar. Actueel: sedan en hatchback. |      |
| 1982–1990                | Mitsubishi Tredia               | Sedan en zustermodel van de coupé Cordia. De Tredia zou het gat tussen de Lancer en de zich steeds verder in richting hogere middenklasse verwijderende Galant moeten sluiten. |      |
| 1995–2004                | Mitsubishi Carisma              | De Carisma werd in Nederland (Born) voor de Europese markt geproduceerd. Varianten: hatchback en sedan. |      |
| sinds 1969               | Mitsubishi Galant               | |      |
| 2005–2008                | Mitsubishi 380                  | Gelijk aan de Galant, werd in Australië geproduceerd en verkocht. |      |
| Hogere middenklasse      |                                 | |      |
| 1975–1990                | Mitsubishi Sapporo              | In andere landen bekend onder de naam Mitsubishi Scorpion en Colt Sapporo. Coupé versie van de Galant. |      |
| sinds 1991               | Mitsubishi Sigma                | In Amerika met de naam Mitsubishi Diamante, was ook als combi verkrijgbaar. |      |
| Topklasse                |                                 | |      |
| 1964–1999                | Mitsubishi Debonair             | Opvolger was de Mitsubishi Proudia |      |
| 1999–2001                | Mitsubishi Proudia              | Dit model was uitsluitend op de Japanse markt verkrijgbaar. |      |
| 1999–2001                | Mitsubishi Dignity              | Eveneens uitsluitend voor de Japanse markt. |      |
| Cabrio's                 |                                 | |      |
| 2006-2009                | Mitsubishi Colt CZC             | Coupé cabriolet op basis van zesde generatie Colt naar ontwerp van Pininfarina. |      |
| sinds 1992               | Mitsubishi Eclipse Spyder       | Cabrio-variant van de Eclipse Coupé. |      |
| Coupés                   |                                 | |      |
| 1975–1979                | Mitsubishi Celeste              | Coupé op Lancer-basis. |      |
| 1982–1990                | Mitsubishi Cordia               | Coupé op basis van de limousine Tredia |      |
| Sportwagens en roadsters |                                 | |      |
| 1990–2000                | Mitsubishi 3000GT               | In Amerika ook als Dodge Stealth verkocht, had 4-wielbesturing. |      |
| nov. 2007                | Mitsubishi Concept X            | Voor het eerst gepresenteerd op de 39e Tokyo Motor Show |      |
| sinds 1990               | Mitsubishi Eclipse              | Sportcoupé, wordt tegenwoordig hoofdzakelijk in de VS verkocht. |      |
| 1994–2000                | Mitsubishi FTO                  | Hoofdzakelijk verkocht in Japan, later op beperkte schaal ook in Groot-Brittannië en Australië. |      |
| sinds 1992               | Mitsubishi Lancer Evolution     | Power-versie van de civiele Lancer. Sinds voorjaar 2008 is de nieuwe EVO-versie, afgeleid van het Concept X, verkrijgbaar. |      |
| 1982–1990                | Mitsubishi Starion              | De Starion geldt als stamvader van het Japanse Turbolader tijdperk, hoewel hij niet het eerste Turbolader-voertuig op de markt was. |      |
| SUV's en pick-ups        |                                 | |      |
| sinds 2004               | Mitsubishi Endeavor             | Is verkrijgbaar in de VS en Canada, is op hetzelfde platform als de Mitsubishi Galant gebouwd. |      |
| sinds 2010               | Mitsubishi ASX                  | Een Crossover op basis van de Outlander. |      |
| sinds 1952               | Mitsubishi Jeep                 | Licentie van de Willys Jeep, alleen voor Japan. Bleef tot de jaren 90 in Japanse programma, wordt vanaf dan nog in kleine aantallen voor het Japanse leger gebouwd. |      |
| sinds 1978               | Mitsubishi L200                 | ook bekend onder de naam Mitsubishi Triton |      |
| sinds 2001               | Mitsubishi Outlander            | |      |
| sinds 1982               | Mitsubishi Pajero               | De Pajero wordt op Spaanssprekende markten ook als Mitsubishi Montero en in de Britse landen als Mitsubishi Shogun verkocht. |      |
| sinds 1998               | Mitsubishi Pajero Pinin         | Door Pininfarina geproduceerde variant van de terreinwagen. |      |
| sinds 1998               | Mitsubishi Pajero Sport         | Is ook bekend als Pajero Challenger |      |
| sinds 2006               | Mitsubishi Raider               | wordt hoofdzakelijk in de VS verkocht. |      |
| Vans                     |                                 | |      |
| sinds 2003               | Mitsubishi Grandis              | Opvolger van de Space-serie, hoofdzakelijk van de Space Wagon. |      |
| 2000–2005                | Mitsubishi Dion                 | De Dion werd ook niet op de Europese markt aangeboden. |      |
| 1998–2005                | Mitsubishi Space Star           | Minivan op basis van de Carisma. |      |
| 1998–2003                | Mitsubishi Dingo                | Werd op de Europese markt niet aangeboden, is gebaseerd op het Colt-platform. |      |
| sinds 1994               | Mitsubishi Space Gear           | De Mitsubishi Space Gear is een optioneel met vierwielaandrijving uitgeruste Van met tot 9 zitplaatsen. Hij is gebaseerd op het chassis van de Pajero. |      |
| 1991–2002                | Mitsubishi Space Runner         | Als de Space Wagon, echter korter en met slechts één schuifdeur. |      |
| 1983–2004                | Mitsubishi Space Wagon          | In 1983 kwam de eerste generatie op de markt en stichtte tezamen met de Renault Espace en de Chrysler Voyager een nieuwe voertuigsoort, de MPV's. (alle drie de merken claimen sindsdien deze voertuigsoort te hebben uitgevonden) Na de derde generatie werd de Space-Wagon-serie in 2004 vervangen door de Mitsubishi Grandis.                                                                                            |      |
| sinds 1980               | Mitsubishi L300 / Delica        | Deze Van kreeg zijn huidige naam later, terwijl de naam Delica overging op een personenbusje met een eigen design. Is opgebouwd op een, volgens de toenmalige bouwwijze gebruikelijk, robuust, maar voor het rijcomfort nadelig, ladderchassis. De L300 werd aangeboden als bestelwagen, busje en chassis met cabine voor opbouw (b.v. voor campers). Ook de 4-wielaangedreven versie (vanaf 1983) stamde af van de Pajero. |      |
| Bedrijfswagens           |                                 | |      |
| sinds 1982               | Mitsubishi Fuso Canter          | |      |
| sinds 1996               | Mitsubishi L400                 | |      |